# Praia da Cruz
A Praia da Cruz é uma praia do Arquipélago de São Tomé e Príncipe, localiza-se a Norte da ilha de São Tomé entre a Praia Gamboa e a foz do Rio Água Mussunga, quase em frente do ilhéu das Cabras e frente à localidade de Santo Amaro e Diogo Nunes.